# Alvinczi Péter (lelkész)
Alvinczi Péter (Nagyenyed, 1570 – Kassa, 1634. november 26.) református lelkész, hitvitázó, Pázmány Péter egyik legnagyobb ellenfele. (Nem azonos borbereki Alvinczi Péter bíróval, aki az unokája volt.)

## Élete
Tanulmányait szülőhelyén kezdte meg és Nagyváradon fejezte be. Csupán legenda, hogy Nagyváradon 1580–1583-ban Pázmány tanulótársa lett volna. Ezután külföldre ment, kérdéses azonban, hogy járt-e Svájcban és Itáliában, bizonyosra vehető, hogy tanult Wittenbergben és Heidelbergben (Németország). 1599-ben tért vissza Magyarországra, de a következő évben ismét külföldre ment és Heidelbergben tanult, ahonnan 1602-ben tért haza.
Előbb Debrecenben volt rektor, 1603-ban pappá szentelték Nagyváradon, és itt 1604. február 22-éig működött; e napon választották a bihari egyházmegye esperesévé, és másnap nagyváradi lelkésszé nevezték ki. 1605 elején Bocskai István meghívására a nagykereki lelkészi hivatalt foglalta el, és udvari papja volt Bocskainak, de már 1606. március 5-étől kassai lelkész volt, amely tisztet haláláig töltötte be.
Leginkább Pázmány Péterrel folytatott heves hitvitáinak okán nevezetes. Halotti beszédei fontos genealógiai adatokat tartalmaznak, melyeket Nagy Iván is felhasznált. Károlyi Zsuzsanna – Bethlen Gábor felesége – fölött mondott gyászbeszédében (1622) közölte a Micbán-mondát, a Boksa nemzetség eredetmondáját.

## Munkái
- Egy tetetes, neve vesztett pápista embertől… küldetett szines öt levelekre rend szerint való feleleti. Debrecen, 1609
- Lelki orvosság. 1614 (névtelenül és hely nélkül)
- Tükör 1614 (ismeretlen)
- Itinerarium catholicum. Azaz: nevezetes vetélkedés. Debrecen, 1616 (tévesen tulajdonították Alvinczi Péternek, valódi szerzője Szegedi Dániel tokaji, később debreceni lelkész)
- Machiavellizatio. Kassa, 1620 (névtelenül)
- Resultatio plagarum castigatoris autorem Machiavellizationis. Kassa, 1620
- Az Urnak szent vacsorájáról való rövid intés. Kassa, 1622
- Halotti beszéd Károly Zsuzsánna fölött. Gyulafehérvár, 1624
- Dedicatio… az az Cassan az királyi házban való capolnának az abususokból Isteni tiszteletre szenteltetésekor tött praedicatio. Kassa, 1625
- Halotti beszéd Báthori Gábor fej. fölött. Gyulafehérvár, 1628
- Quadragesima vasárnapra tartozó szent evangeliomnak magyarázatja. Kassa, 1632
- Egy rövid uti predicatio. Kassa, 1632
- Postilla, azaz prédikációk. Kassa, 1633–34

Valószínűleg ő volt szerzője, vagy legalább egyik szerzője Bocskai István végrendeletének; a Querela Hungariae (Kassa, 1619) és a Defensio querelarum Hungaricarum (hely nélkül 1620) című politikai röpiratoknak. Levelezést folytatott Bethlen Gábor, erdélyi fejedelemmel.
Kiadta még Szenczi Molnár Albert latin grammatikáját, versekbe szedve.
Bod Péter szerint magyar nyelvtant is írt, amire onnan következtet, hogy az erdélyi egyházkerületi gyűlés 1639-es határozata Alvinczi latin és magyar nyelvtanának kinyomtatását írta elő az iskolák számára.
- Alvinczi Péter okmánytára / Diplomatarium Alvinczianum, 1-3.; Eggenberger, Pest, 1870–1887
  - 1. 1685–1686. augustus 27-dikeig; sajtó alá rend. Szilágyi Sándor; 1870
  - 2. 1686. augustus 27-dikétől – 1688-ig; sajtó alá rend. Szilágyi Sándor; 1870
  - 3. 1685–1689; sajtó alá rend. Gergely Samu, Pettkó Béla; 1887
- Az Úrnak Szent Wacsorájáról való reovid intes az Szent Pál apostol tanítása szerent. Egy néhány szükséges kérdésekkel és feleletekkel egyetemben; Bethlen Ny., Bp., 1935 (A reformáció és ellenreformáció korának evangéliumi keresztyén (református és evangélikus) egyházi írói)
- Magyarország panaszainak megoltalmazása és válogatás prédikációiból, leveleiből; vál., sajtó alá rend., ford., jegyz., utószó Heltai János; Európa, Bp., 1989 (Bibliotheca historica)
- Az Úrnak szent vacsorájáról való rövid intés az Szent Pál apostol tanítása szerént. Egynéhány szükséges kérdésekkel és feleletekkel egyetemben. Szövegkiadás és tanulmány; sajtó alá rend., szerk., tan. Fekete Csaba; DRHE Liturgiai Kutatóintézet, Debrecen, 2011 (A Debreceni Református Hittudományi Egyetem Liturgiai Kutatóintézetének kiadványai)